# Фикус золотистый
Фи́кус золоти́стый (лат. Ficus aurea) — растение семейства Тутовые, вид рода Фикус.

## Распространение и экология
Ареал фикуса золотистого включает в себя Флориду, северное побережье Карибского моря, Мексику и Центральную Америку. Растение произрастает на Багамских островах, островах Кайкос, Гаити, Кубе, Ямайке, Каймановых островах, в Южной Мексике, Белизе, Гватемале, Гондурасе, Никарагуа, Сальвадоре, Коста-Рике и Панаме. Оно растёт на высотах вплоть до 1800 м над уровнем моря.

## Биологическое описание
Крупное однодомное дерево высотой до 30 м, в общем случае вечнозелёное, но в северной части ареала (Северная Флорида) листья на короткое время опадают. Размер и форма листьев изменчивы. Некоторые растения имеют листья длиной менее 10 см, в то время как другие намного длиннее. Форма листьев также различна у разных растений. У одних особей они продолговатые или эллиптические, у других сердцевидные или овальные.
Растение однодомное: на каждом экземпляре присутствуют и мужские и женские цветки.
Плоды ягодовидные 0,6—1,2 см диаметром, сидят на коротких плодоножках.

## Использование
Плоды растения съедобны и входили в рацион коренных народов и ранних поселенцев во Флориде. Латекс использовался в качестве жевательной резинки, а воздушные корни использовались как ремни, стрелы, тетивы и лески. Плоды также использовались для приготовления розовой краски.
Карликовые формы выращиваются в горшках как декоративные растения.